# Цебрів
Це́брів — село в Україні, у Озернянській сільській громаді Тернопільського району Тернопільської області. Населення — 695 осіб (2007), 1973 осіб у 2016 році. До 2015 року — адміністративний центр Цебрівської сільської ради.

## Географія

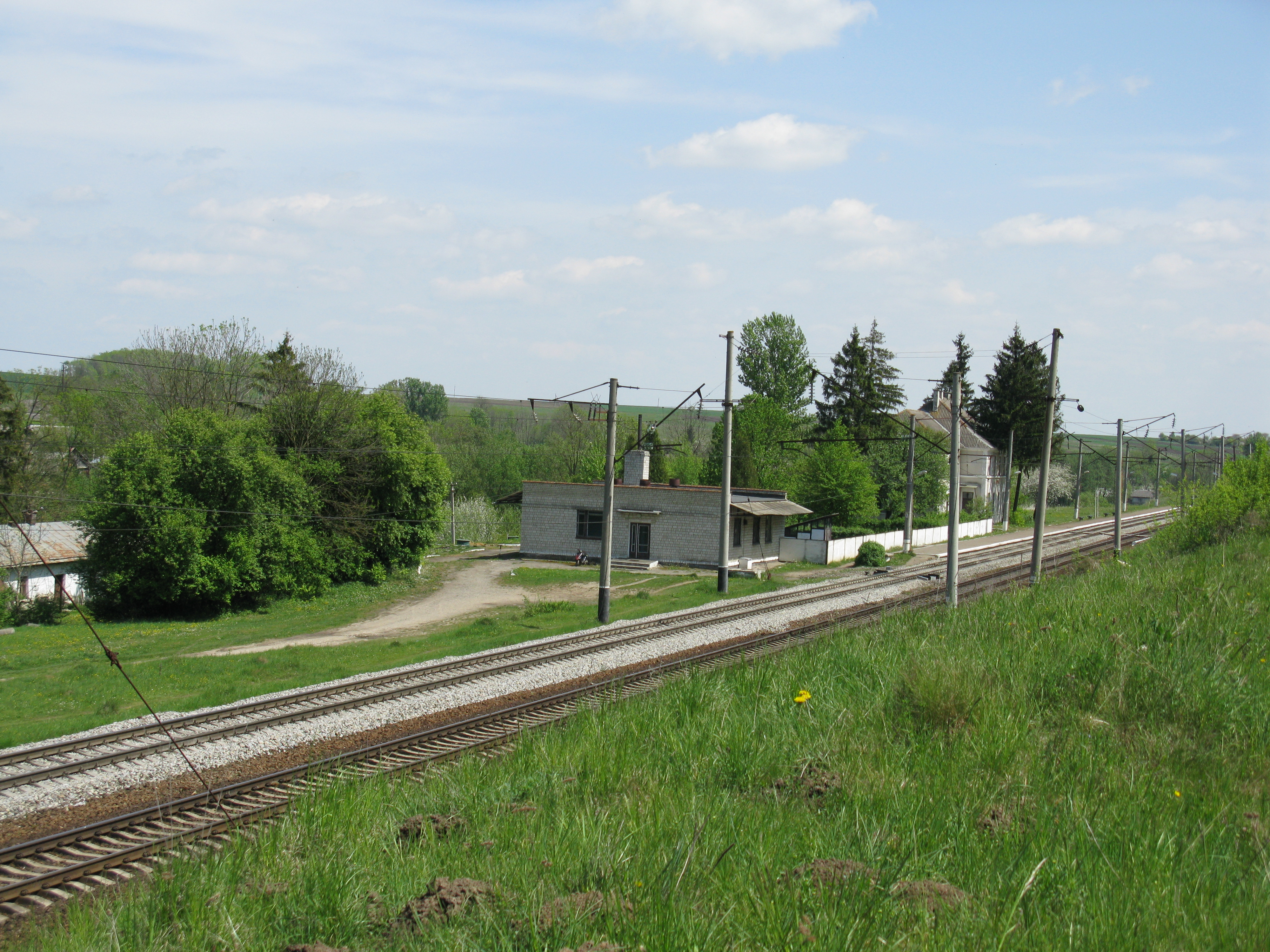
Зупинний пункт Цебрів (осінь 2014)

Село Цебрів розташоване за 17 км від обласного центру та 11 км від адміністративного центру сільської громади, на березі річки Цебрівка. В селі розташований пасажирський залізничний зупинний пункт Цебрів, на якому зупиняються приміські електропоїзди сполученням Тернопіль — Красне — Львів. 

## Історія
Поблизу села виявлено археологічні пам'ятки трипільської, черняхівської і давньоруської культур.
Перша писемна згадка датується 1546 роком.
В селі діяли «Просвіта», «Союз українок», «Відродження» тощо.
1 серпня 1934 року в рамках реформи на підставі нового закону про самоуправління (23 березня 1933 року) село увійшло до новоствореної сільської гміни Цебрів (Тернопільський повіт Тернопільського воєводства).

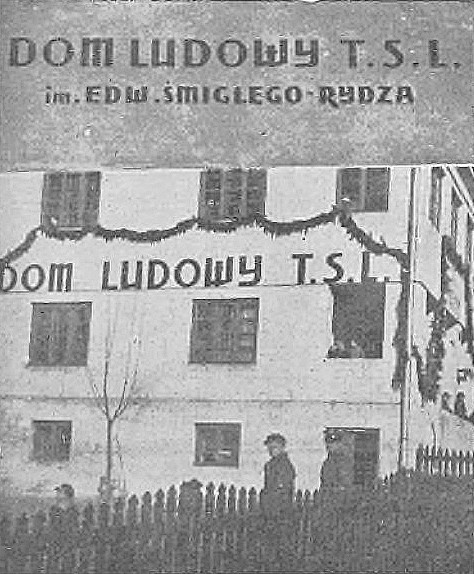
Народний дім (1937)

Історія виникнення села Цебрів пов'язана зі спустошуючими нападами на нашу землю орд татаро-монголів. Спочатку люди селилися на горбі поблизу нинішнього села Покропивна, але згодом вони були змушені тікати в ті місця, де можна було сховатисявід нападу ворогів. Таким місцем виявилась заросла очеретами низовина. Виникнення назви села не зберегла народна пам'ять. Цебрів під назвою Цебрівщина згадується з іншими місцевостями у 1763 році[джерело?].
До Цеброва приєднано хутори Говди та За Гостинцем. 
12 серпня 2015 року, в ході децентралізації, Цебрівська сільська рада об'єднана з Озернянською сільською громадою. 
12 червня 2020 року, відповідно до розпорядження Кабінету Міністрів України № 724-р «Про визначення адміністративних центрів та затвердження територій територіальних громад Тернопільської області» увійшло до складу Озернянської сільської громади.
19 липня 2020 року, в результаті адміністративно-територіальної реформи та ліквідації Зборівського району, село увійшло до складу Тернопільського району.

## Населення

### Мова
Розподіл населення за рідною мовою за даними перепису 2001 року:
| Мова       | Кількість | Відсоток |
| ---------- | --------- | -------- |
| українська | 705       | 98.46%   |
| вірменська | 9         | 1.26%    |
| російська  | 2         | 0.28%    |
| Усього     | 716       | 100%     |

## Релігія
В селі існує дві церкви:
- Дерев'яна Покрови Пресвятої Богородиці. (1892, привезена із Закарпаття)[5];
- церква Покрови Пресвятої Богородиці (2007, нова мурована церква).

## Пам'ятки
Споруджено пам'ятники воїнам-односельцям, полеглим у німецько-радянській війні (1950, реконструйовано 1974), Тарасу Шевченку (1993).

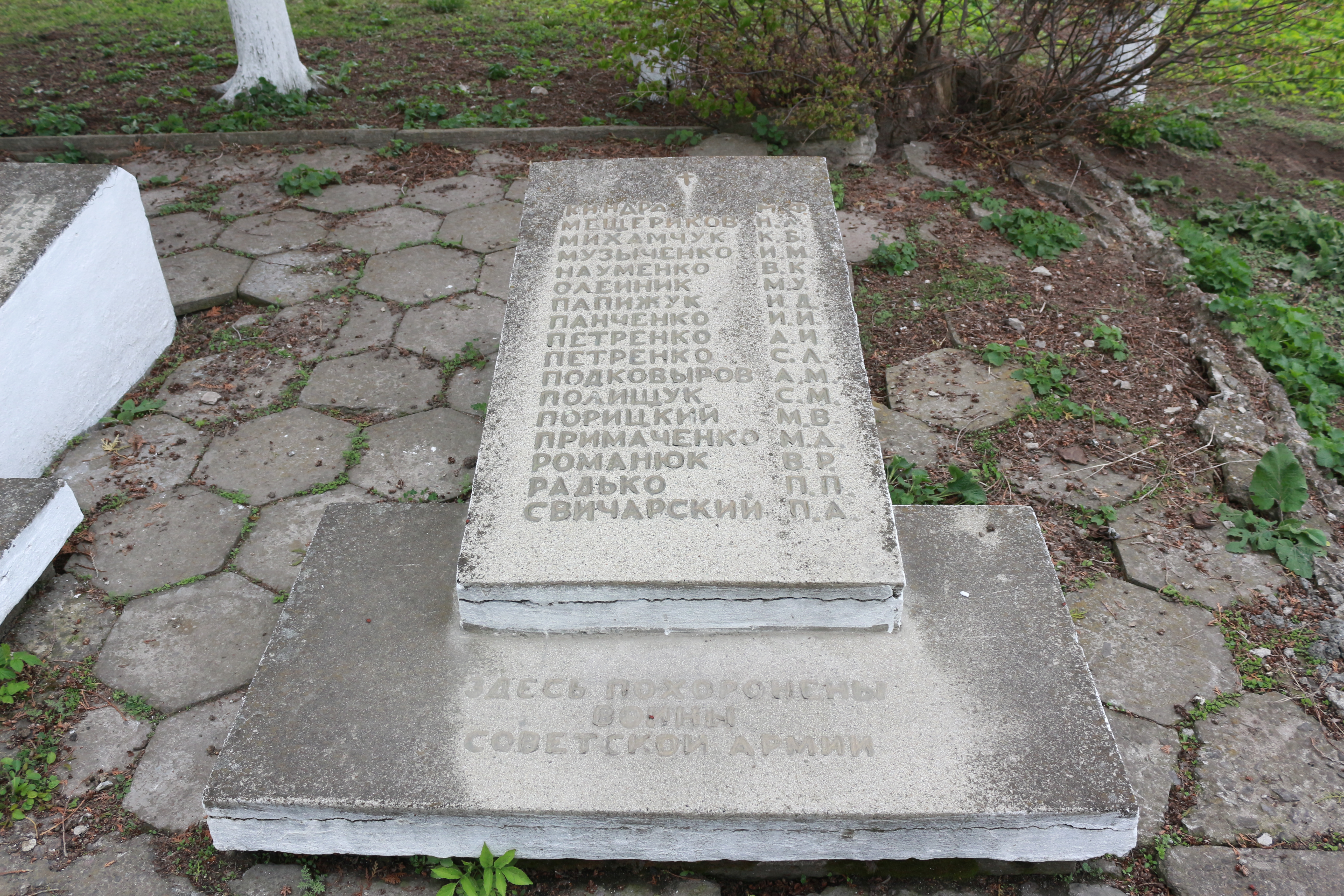
Одна з братських могил

Біля сільської школи є окрема братська могила радянських воїнів. На цвинтарі 10 братських могил, де поховані солдати, що загинули біля села під час Другої світової війни. В центрі цвинтаря — пам'ятник: скульптура воїна і жінки-матері.
Пам'ятник Тарасові Шевченку
Щойно виявлена пам'ятка монументального мистецтва у селі Цебрів Тернопільської области України.
Встановлений 1992 року. Робота самодіяльних майстрів. Виготовлений із бетону та каменю.
Погруддя — 0,85 м, постамент — 2,45 м..

## Соціальна сфера
- ЗОШ І—ІІ ступенів
- Сільський клуб
- Бібліотека
- Амбулаторія
- Ветеринарна дільниця
- ПАП «Зоря»
- Торговельні заклади.

## Спорт
У селі створена любительська футбольна команда ФК «Цебрів», яка активно бере участь у всіх футбольних змаганнях, що проводяться у Зборівському районі. 4 жовтня 2009 р. команда ФК «Цебрів» здобула кубок Зборівського району. Команда активно шукає спонсора!

## Відомі особи

### Уродженці села
- Кудрик Василь Онуфрійович (1880—1963) — український поет, прозаїк, редактор.
- Лотоцький Володимир Євстахійович — український скрипаль-віртуоз.
- Микола Мороз (1861—1935) — український педагог та громадський діяч ХІХ–ХХ століть у Галичині.
- Михайлишин Павло —  член референтури СБ ОУН Тернопільського надрайону/округи ОУН, лицар Бронзового Хреста Бойової Заслуги.
- Надія Пасєчко (нар. 1959) — український вчений у галузі медицини.
- Роман Пінь — український літератор, журналіст, громадський діяч.
- Євген Семенишин —  український науковець.
- Михайло Михайлишин — математик.

### Перебували
- Іванна Блажкевич — письменниця, етнограф.
- Василь Семенюк — український релігійний діяч.

## Світлини

Краєвиди села Цебрів
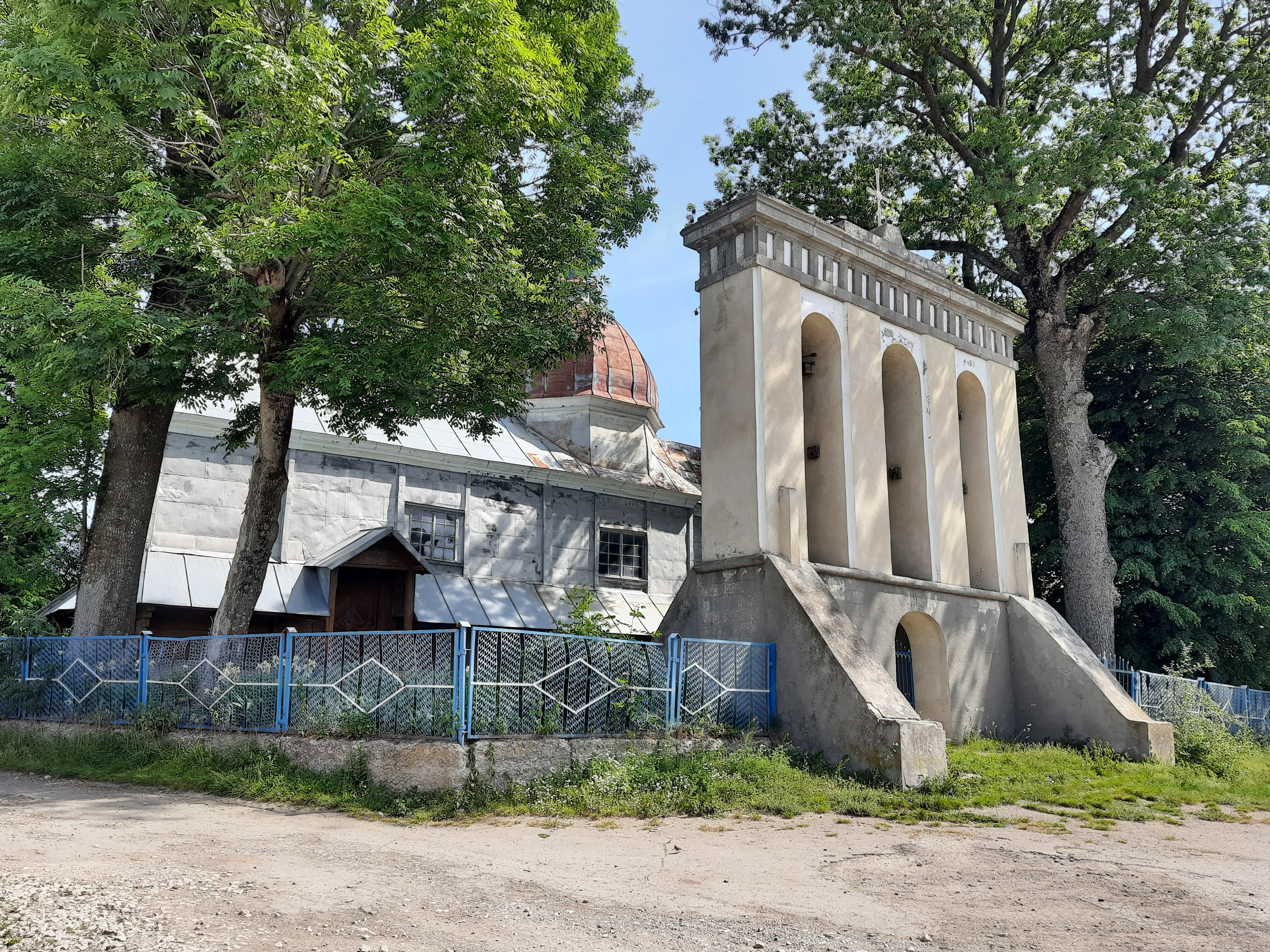
Церква Покрови Пресвятої Богородиці
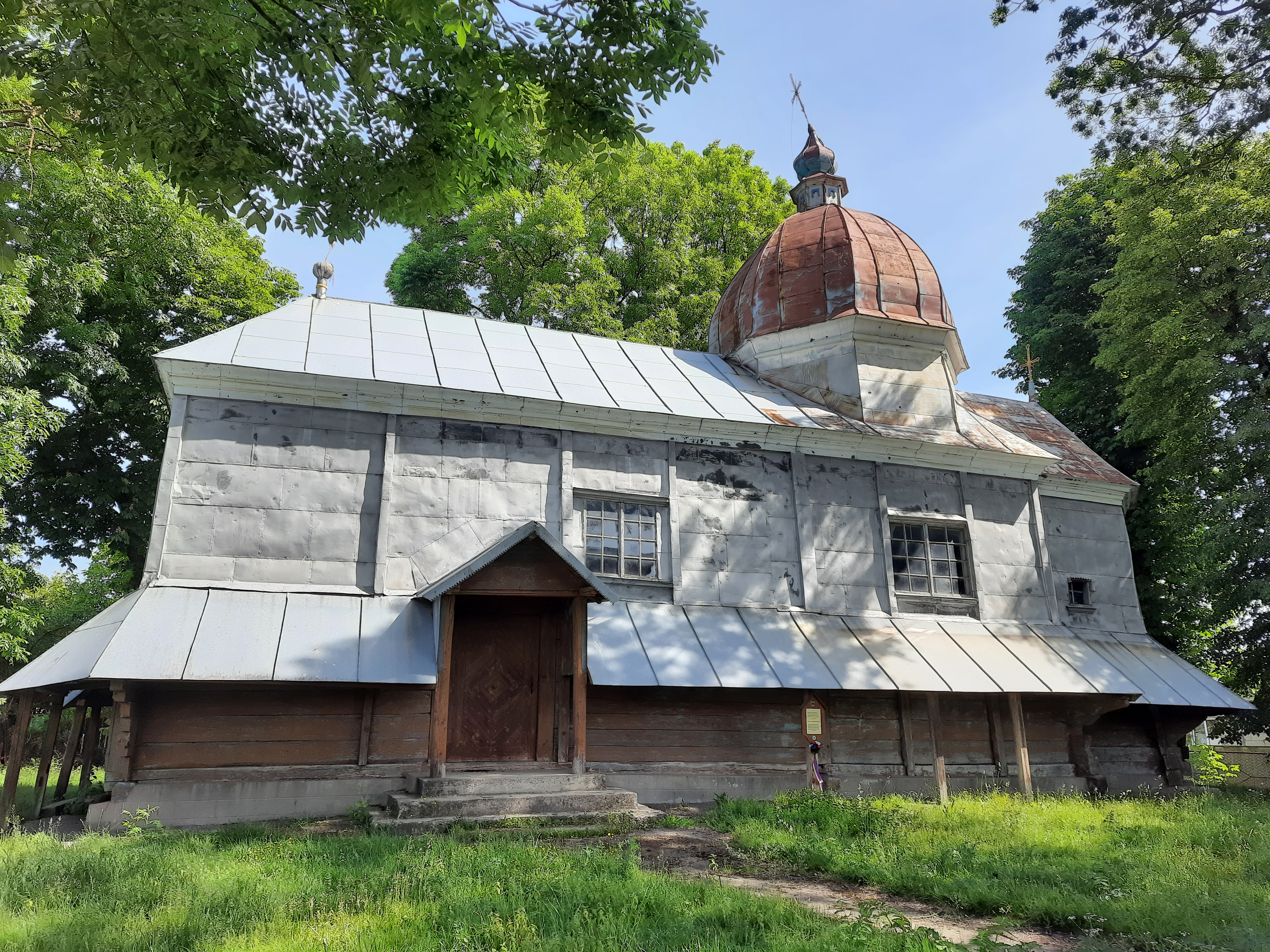
Церква Покрови Пресвятої Богородиці
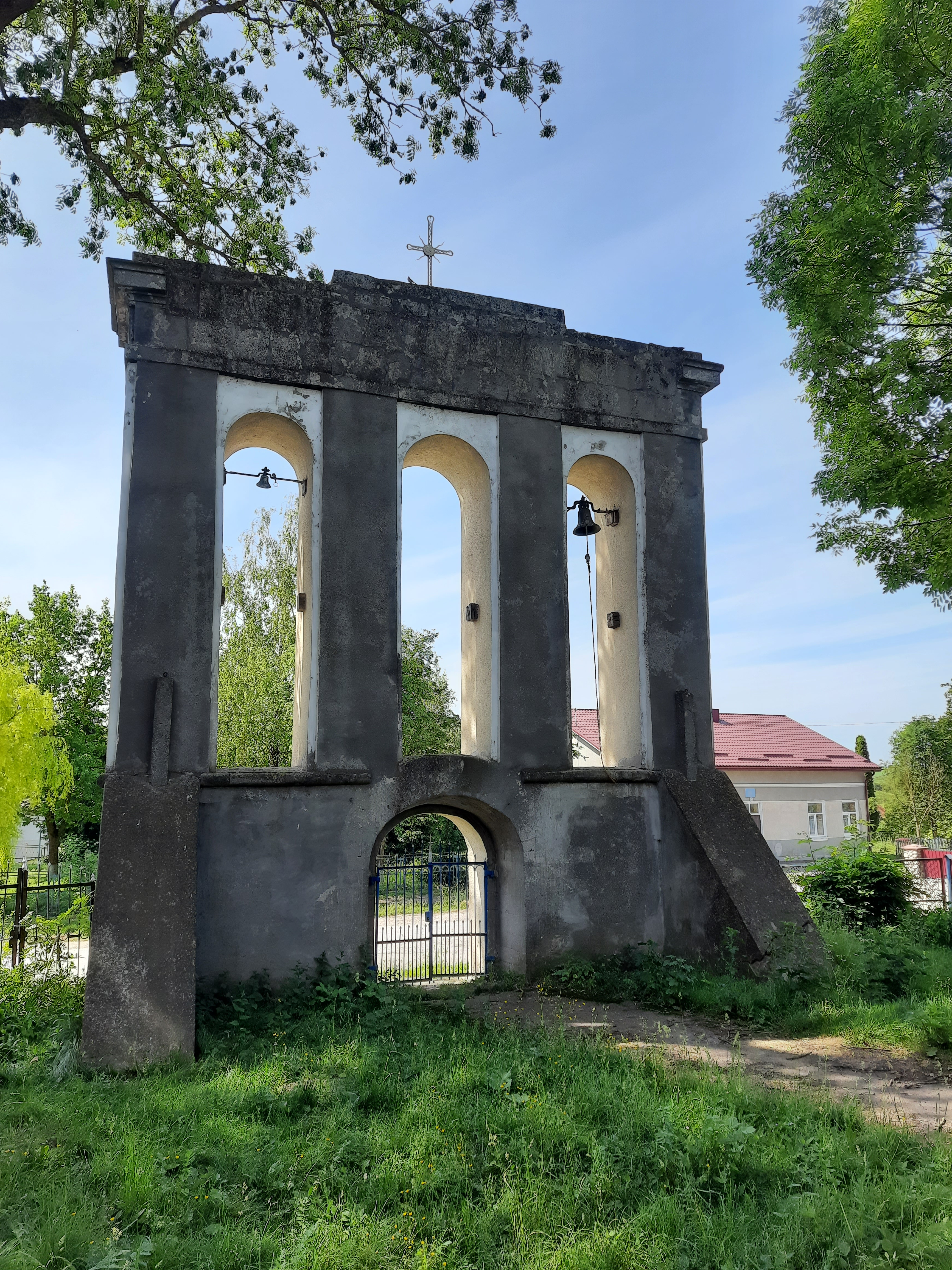
Дзвіниця церкви Покрови Пресвятої Богородиці
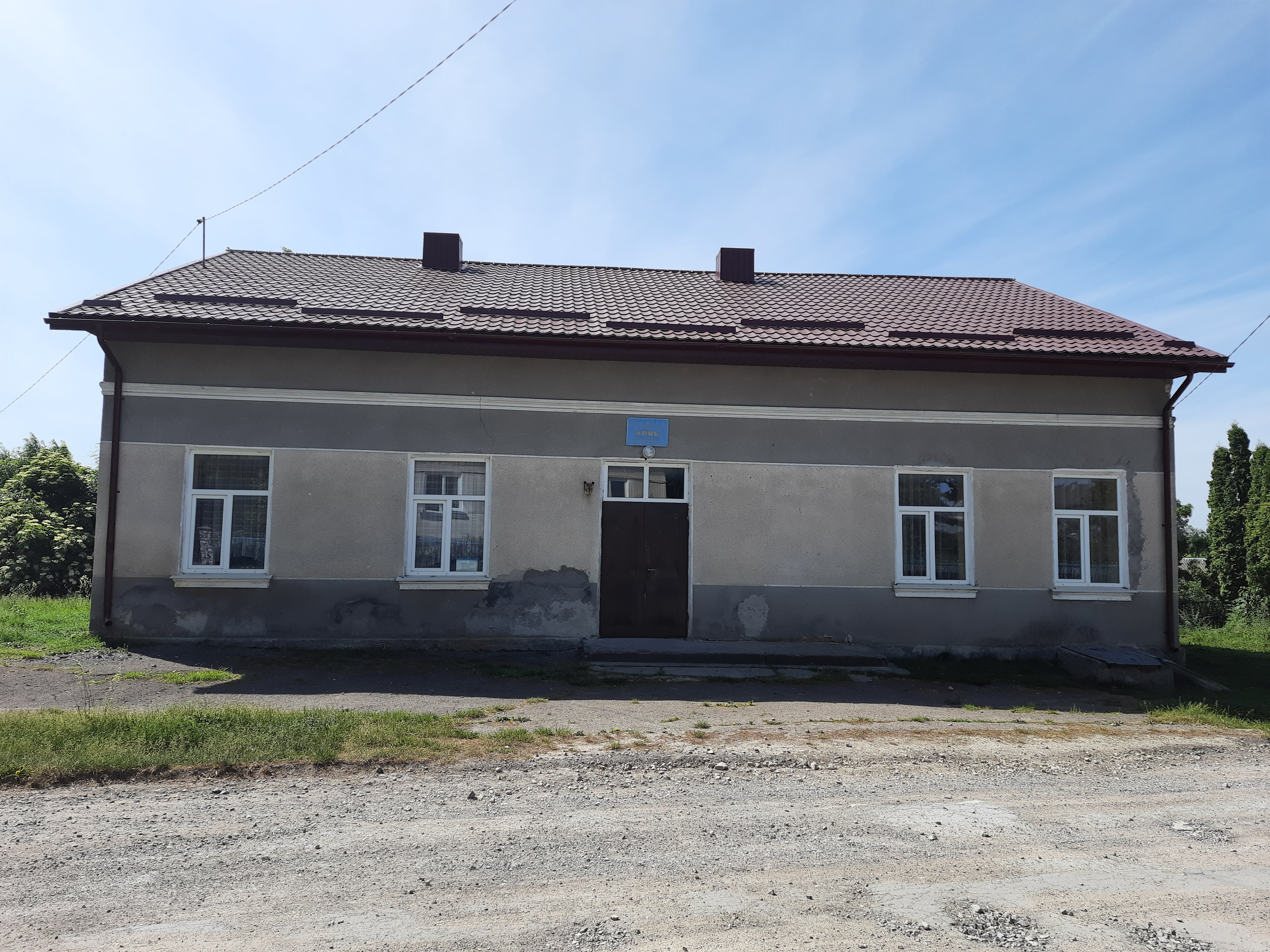
Клуб
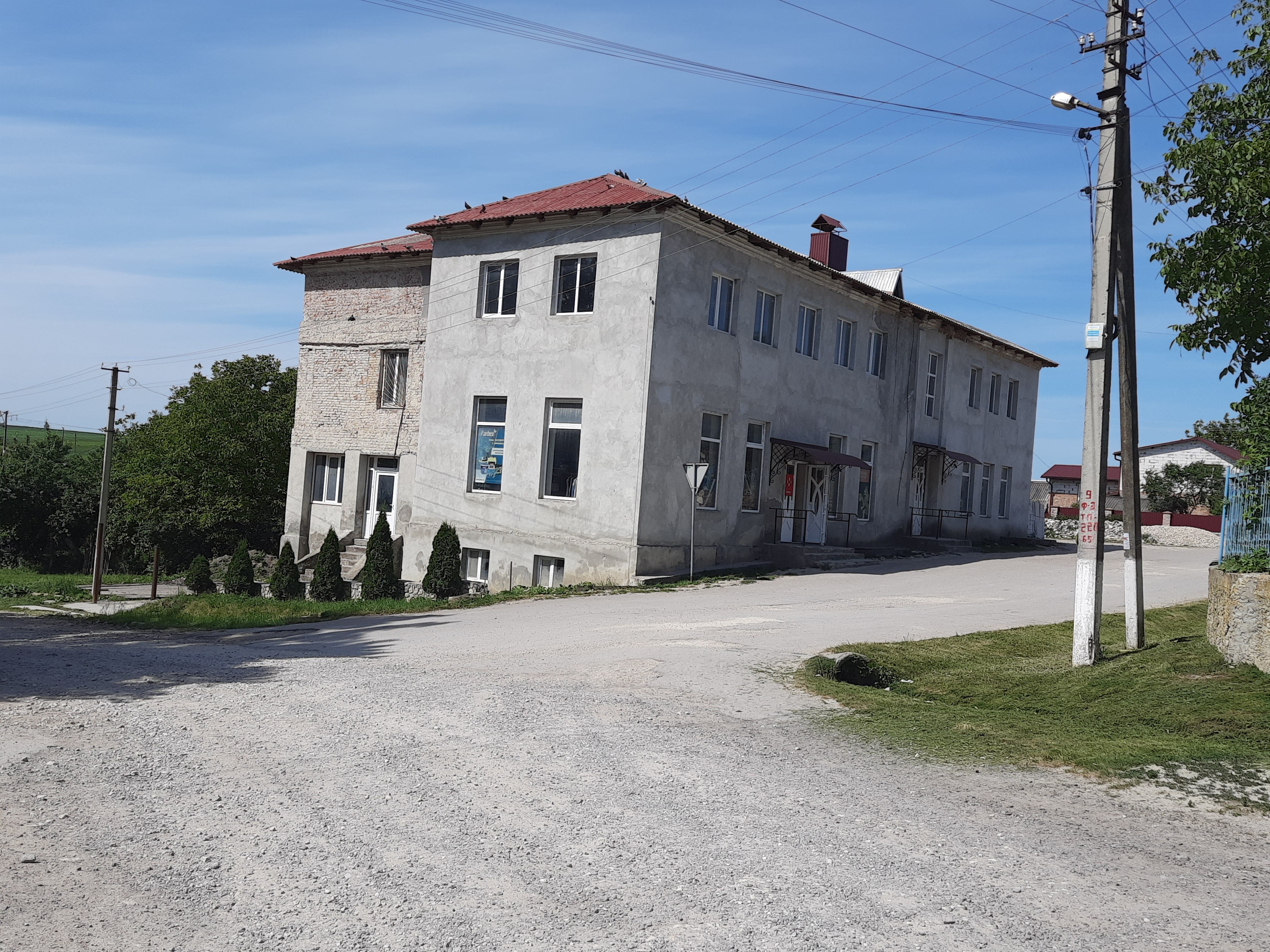
Поштове відділення, крамниця
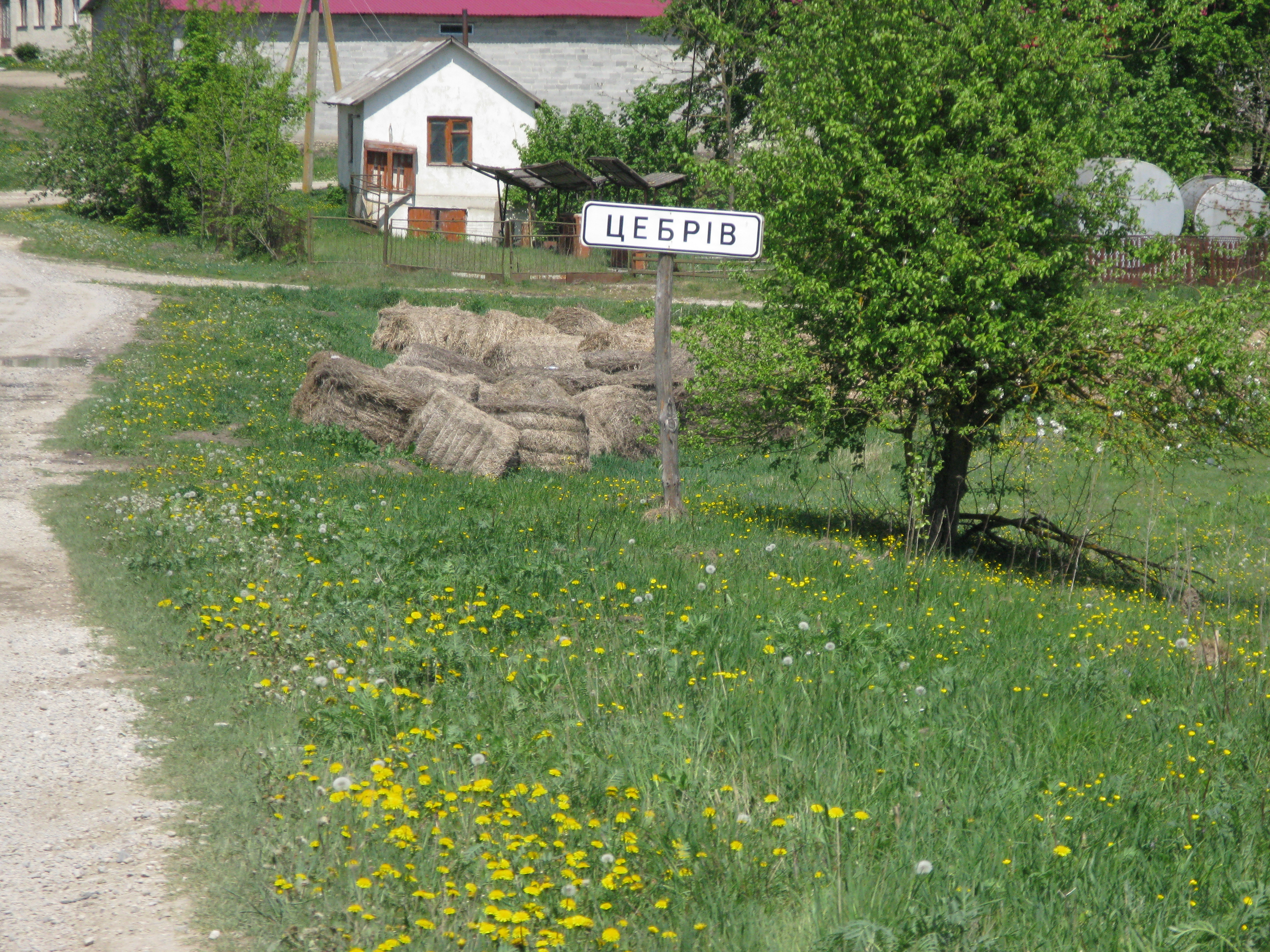
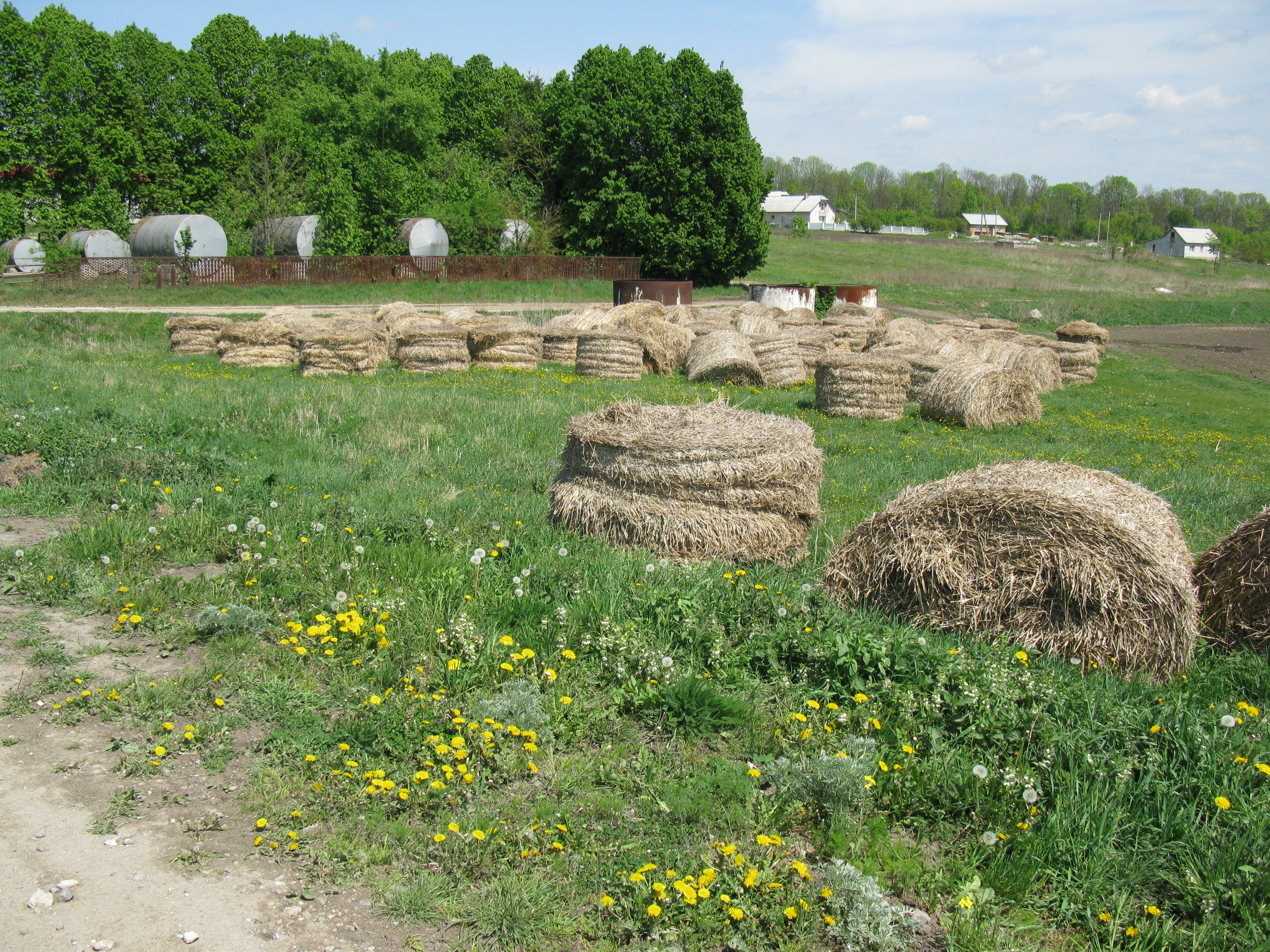
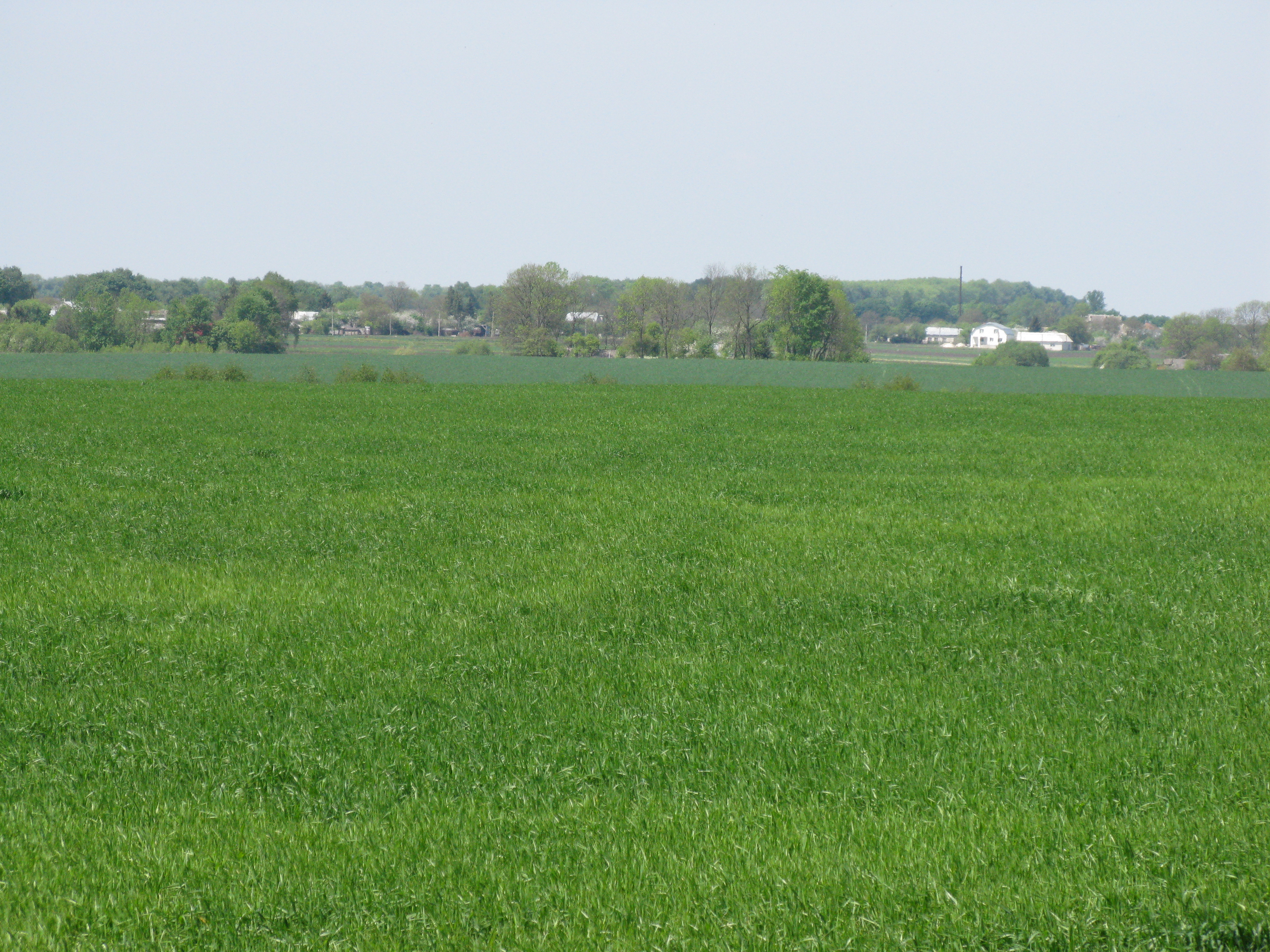
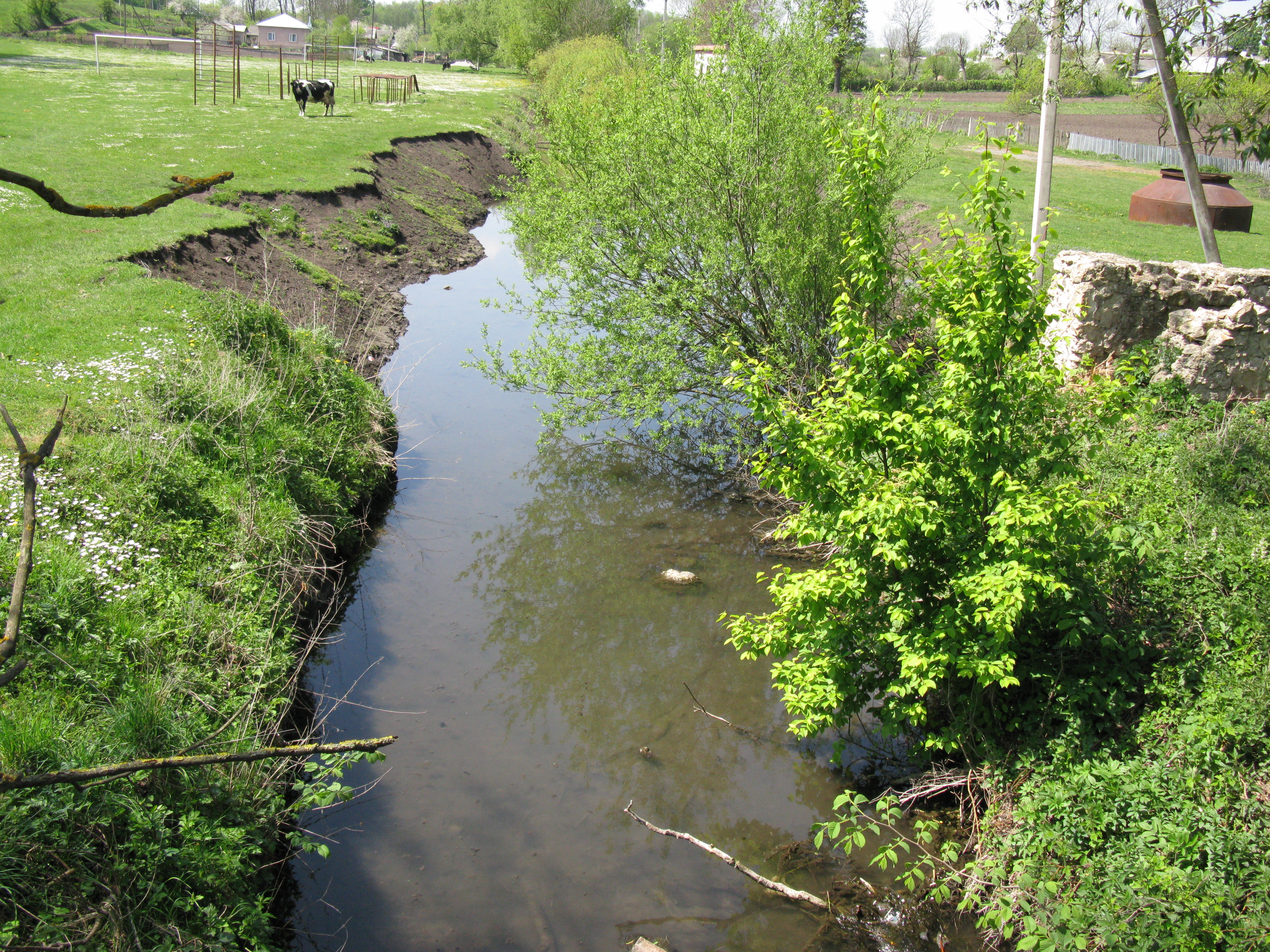
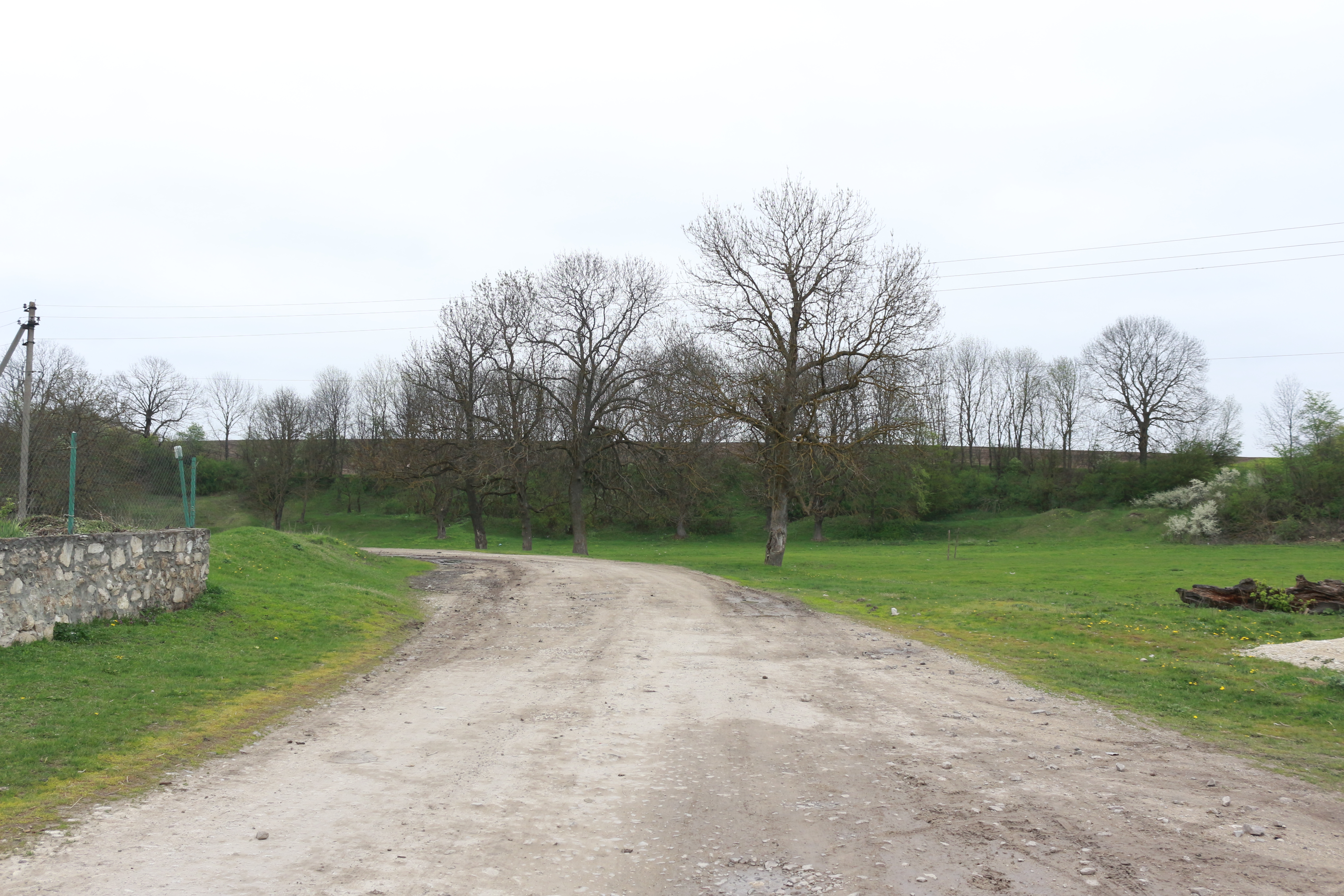